# Bistum Farafangana
Das Bistum Farafangana (lateinisch Dioecesis Farafanganensis) in Madagaskar gehört mit den Bistümern Ambositra, Ihosy und Mananjary zur römisch-katholischen Kirchenprovinz Fianarantsoa.
Die Diözese Farafangana wurde am 8. April 1957 errichtet und hat eine Ausdehnung von 23.275 km². Der Bischofssitz befindet sich in Farafangana.

## Bischöfe
- Camille-Antoine Chilouet CM, 1957–1970
- Victor Razafimahatratra SJ, 1971–1976, dann Erzbischof von Tananarive
- Charles-Remy Rakotonirina SJ, 1976–2005
- Benjamin Marc Ramaroson CM, 2005–2013, dann Erzbischof von Antsiranana
  - José Alfredo Caires de Nobrega, 2014–2018 Apostolischer Administrator
- Gaetano Di Pierro SCJ, 2018–2024
- Marcellin Randriamamonjy, seit 2024